# Пицио, Элизабетта
Элизабетта Пицио (Иориатти) (итал. Elisabetta Pizio (Ioriatti), род. 19 марта 1971 года, в Скильпарио, Италия) — итальянская конькобежка и шорт-трекистка. Участница Зимних Олимпийских игр 1994 года, 15-кратная призёр чемпионата Италии в конькобежном спорте, бронзовый призёр чемпионата мира по шорт-треку.

## Спортивная карьера
Элизабетта Пицио родилась в коммуне Скильпарио, где и начала кататься на коньках в возрасте 11 лет в клубе "ICE Schilpario". С 1985 года она участвовала на молодёжном чемпионате Италии по конькобежному спорту, а через год дебютировала на юниорском и параллельно взрослом чемпионате страны. В сезоне 1985/86 также участвовала на Кубке Европы по шорт-треку. В 1987 году Элизабетта участвовала на чемпионате мира по шорт-треку в Монреале и выиграла бронзовую медаль с командой в эстафете.
С 1988 года она полностью уделила внимание конькобежному спорту и выиграла юниорский чемпионат Италии в многоборье, а также взяла серебро в спринте среди юниоров и бронзу на взрослом чемпионате. В том же году участвовала впервые на юниорском чемпионате мира. В 1991 году Пицио выиграла бронзовые медали на чемпионате Италии в спринте и в абсолютном зачёте многоборья, после чего дебютировала на Кубке мира. В 1992 году вновь была третьей в Италии, а вот с 1993 и по 1996 год включительно занимала второе место в сумме многоборья. 
В 1993 году на дебютном чемпионате Европы в Херенвене стала 20-й и заняла 26-е место на чемпионате мира в классическом многоборье. В 1994 году на чемпионате Европы в Хамаре заняла 12-е место в многоборье, после чего на чемпионате Италии на отдельных дистанциях взяла четыре серебра и одну бронзу. В феврале на Олимпиаде в Лиллехаммере Элизабетта заняла 19-е место на дистанции 3000 метров и 29-е на 1500 м. Через год на очередном чемпионате Европы заняла 16-е место, а в 1996 году на чемпионате Европы стала 18-й. В декабре 1997 года заняла 4-е место в многоборье на национальном чемпионате и завершила карьеру спортсменки.

## Личная жизнь и семья
Элизабетта Пицио окончила архитектурный факультет Миланского политехнического университета, работала в нескольких профессиональных студиях, вышла замуж за конькобежца Эрманно Иориатти, от которого в 2000 году у неё родилась дочь Глория Иориатти, также шорт-трекистка, и сын Федерико, родившийся в 2004 году. В 2019 году стала директором школы в коммуне Предаццо, в провинции Тренто. Также является с 2021 года вице-президентом конькобежного клуба Базельга-ди-Пине, где и проживает с семьёй. 